# 穂井田忠友

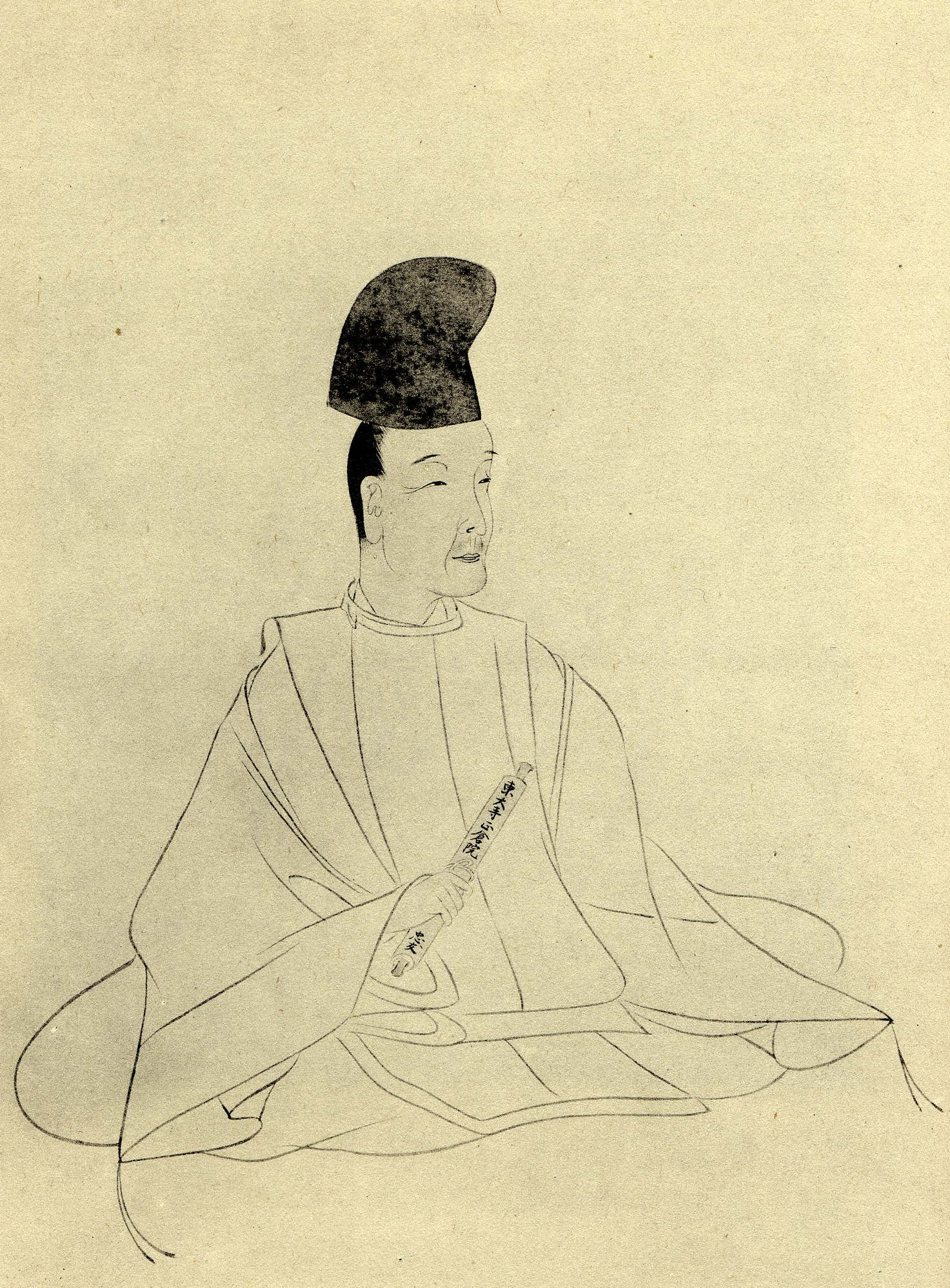
穂井田忠友／岡田為恭筆

穂井田 忠友（ほいだ ただとも、寛政3年1月23日（1791年2月25日） - 弘化4年9月19日（1847年10月27日））は江戸時代後期の国学者、考古学者。通称は久間次郎、のちに靫負また縹助・元次郎・源助と改めた。蓼莪と号する。

## 生涯
備中国下道郡新本村（現・岡山県総社市）出身の小原東作の次男として生まれる。生地は三河国額田郡山中村とも言われるが不明。摂津国にある生玉神社の社司の養子となる。駿府で平田篤胤に入門して国学を学び、のちに京都の藤林普山について西洋医術を学ぶ。また香川景樹の門に入り、歌人として桂門四天王あるいは桂門十哲に数えられる。禁奥付武家・梶野良材の庇護をうけ、天保2年（1831年）梶野が奈良奉行になると、随従して奈良に移り、天保4年（1833年）より天保7年（1836年）にかけての正倉院宝庫修理の際は、器物・文書の調査を許され、『正倉院文書』正集45巻の整理に従事し、奈良時代の貴重な史料をはじめて世に紹介した。晩年は京都に住み、医術で生計を立てた。伴信友・新庄道雄・赤尾可官・松岡帰厚・鈴鹿連胤・竹尾正寛・羽田野敬雄・御巫清直らと交流し、特に奈良時代の考証に詳しいことから「ならや」と呼ばれる。57歳で没する。誓願寺（京都市中京区）に墓がある。

## 逸話
正倉院御物を見る便宜を得るために、忠友は一人娘を梶野良材の側室にした。森鷗外はこのことを「少女をば奉行の妾に遣りぬとか 客よ黙あれ あはれ忠友」と和歌に詠み、森銑三は「最愛の女を敢えて日蔭者にした、その熾烈な研究心に無言の敬意を表したい」と同情している。

## 著作
- 『中外銭史』
- 『文氏墓誌考実』
- 『埋麝発香』
- 『観古雑帖』
- 『高ねおろし』
- 『続日本紀問答』
- 『御位記略注』『玉襷改竄』『扶桑国考』『皇朝古印譜』…自筆本
- 『寛永銭譜』『東大寺正倉院宝物図考証』『名蹟臆断』『万葉地名考』『新十六夜日記』『続日本紀通証』…伝存不明

## 著作集
- 岡本通理・藤原玄珠編『穂井田先生文集』
- 簗瀬一雄編『穂井田忠友全歌集』